# 音樂小魔女
《音樂小魔女》是台灣歌手范晓萱於1996年發行的EP。

## 专辑曲目
1. 01. 只喝可樂的貓 5:05
2. 02. 小叮噹 3:02
3. 03. SECRET MAGIC 4:26
4. 04. 好小孩的日記 2:15
5. 05. RAIN 4:47